# جورج هومنز
جورج کاسپار هومنز (به انگلیسی: George Caspar Homans)؛ (۱۱ اوت ۱۹۱۰–۲۹ مه ۱۹۸۹) جامعه‌شناس آمریکایی، بنیانگذار جامعه‌شناسی رفتاری و مشارکت کننده اصلی نظریه مبادله اجتماعی بود.
هومنز بیشتر به سبب پژوهش‌های خود در زمینه رفتار اجتماعی و آثارش شناخته شده‌است: «گروه انسانی»، «رفتار اجتماعی: اشکال ابتدایی»، نظریه مبادله و پیشنهادهای مختلفی که برای توضیح بهتر رفتار اجتماعی ارائه کرده‌است.

## زندگینامه
جورج سی. هومنز، یک اومانیست و جامعه‌شناس بود، برخی می‌گویند آخرین نسل است. او در ۱۱ اگوست ۱۹۱۰ در بوستون زاده شد و در یک خانه کوچک در خیابان فرانسیس، کمبریج، ماساچوست، پسر روبرت هومنز و ابیگیل-ابیگیل آدامز هومنز بزرگ شد. با خواندن زندگینامه او آموزش توسط عموها. "اگرچه او یکی از قوی‌ترین ذهن‌های جامعه‌شناسی بود ولی مدرک کارشناسی ارشد یا هر موضوع دیگری در این زمینه جامعه‌شناسی نداشت. علاوه بر این، او هرگز به درستی آموزش ندیده بود زیرا باورمند بود آموزش منحصراً برای سگ است. با این وجود، او با خواندن و گوش دادن به همسالان خود و انجام "کارهای میدانی" گسترده در مشاهده گروه‌های مختلف اجتماعی، خود را ساخت و رئیس "انجمن جامعه‌شناسی آمریکا" شد. "او نوه بزرگ جان کوئینسی آدامز، ششمین رئیس‌جمهور ایالات متحده و نوه بزرگ-بزرگ جان آدامز، دومین رئیس‌جمهور ایالات متحده بود. در بدو تولد جورج، مادرش به عمو هنری نوشت: "سرش توده ای توده ای است که باعث می‌شود او بسیار متمایز به نظر برسد، هنگامی که به عنوان یک نجیب زاده کچل، روی نیمکت عدالت می‌نشیند."
جورج در مورد آدامز صحبت نکرد ولی در جمجمه خود ویژگی‌های بارز قابل مشاهده ای داشت که از آدامز ناشی می‌شد. هومنزها، خانواده پدرش، نماینده طیفی متفاوت از خدمات عمومی و سنتی ، سنت حرفه‌ها بودند. برای نسل‌ها، خانواده بر دو حرفه پزشکی و حقوق تمرکز کردند. هومنزها از نسب پزشکان برجسته ای بودند که با شروع اولین جان هومنز از رامسگیت ، کنت ، انگلستان در قرن ۱۸ به کشور وارد شد. پسرش، جان هومنز، دانش‌آموخته دانشگاه هاروارد، اولین کسی بود که پزشک شد و شهرت جان هومنز را آغاز کرد (هومنز ۱۹۸۴: ۱–۲). «پدر جورج وکیل بود ولی جورج اولین عضو خانواده بود که از قانون فرار کرد.»

## گروه انسانی
هومنز تحت تأثیر تصور هندرسون از یک طرح مفهومی قرار گرفت. یک طرح مفهومی شامل طبقه‌بندی متغیرها (یا مفاهیم) است که باید هنگام مطالعه مجموعه ای از پدیده‌ها در نظر گرفته شوند. همچنین شامل طرحی از شرایط داده شده‌است که در آن پدیده‌ها باید تحلیل شوند. همچنین باید حاوی عبارتی باشد مبنی بر اینکه متغیرها به یکدیگر مرتبط هستند - و به دنبال پارتو، این رابطه معمولاً به عنوان یک وابستگی متقابل دیده می‌شود.
هومنز به طرح مفهومی هندرسون به عنوان راهی برای طبقه‌بندی پدیده‌ها بسیار علاقه‌مند بود و آن را برای مطالعه خود در مورد گروه‌های کوچک به کار می‌برد. آموزه‌های هندرسون در کار هومنز «گروه انسانی» (۱۹۵۰) گنجانده شد. هدف نهایی این کتاب این بود که از مطالعه نظام اجتماعی که در گروه‌های منفرد مثال زده می‌شود، به سمت مطالعه سیستم، همان‌طور که در بسیاری از گروه‌ها، از جمله گروه‌هایی که در زمان تغییر می‌کنند، مثال زده می‌شود، حرکت کند. کار دارای موضوعی است که «شیوه توسعه هنجارهای گروه و روش‌هایی که یک گروه، آگاهانه یا ناخودآگاه، به دنبال حفظ انسجام گروه در زمانی که اعضا از هنجارهای گروه خارج می‌شوند.» هومنز ثابت می‌کند که
گزاره‌های کلی باید تنها یک شرط را داشته باشند: مطابق با بینش اصلی من، آنها باید در مورد افراد منفرد به عنوان اعضای یک گونه اعمال شوند. به گفته هومنز هدف جامعه شناسان این بود که «از مطالعه نظام اجتماعی، همان‌طور که در گروه‌های منفرد مثال زده می‌شود، به سمت مطالعه سیستم، همان‌طور که در بسیاری از گروه‌ها، از جمله گروه‌هایی که در زمان تغییر می‌کنند، نمونه است» حرکت کنند (هومنز ۱۹۴۹). در اواخر دهه ۱۹۵۰ هومنز به آرامی به این نتیجه رسید که سیستم‌های اجتماعی انسان بسیار کمتر از آنچه او قبلاً معتقد بود، ارگانیک است.
هومنز گفت «اگر می‌خواهیم واقعیت یک نظام اجتماعی را به عنوان مجموعه‌ای از عناصر وابسته به یکدیگر تثبیت کنیم، چرا با مطالعه یک سیستم به اندازه کافی کوچک شروع نکنیم تا بتوانیم، به اصطلاح، تمام اطراف آن را ببینیم، آنقدر کوچک که بتوانیم همه مشاهدات مربوطه را با جزئیات و در دست اول انجام دهیم؟» او این مطالعه را در سراسر «گروه انسانی» انجام داد. این کتاب به او اجازه داد تا تعمیمات خاصی را انجام دهد، از جمله این ایده که هرچه افراد بیشتر با یکدیگر تعامل داشته باشند، زمانی که هیچ‌کس بیشتر از دیگران شروع به تعامل نمی‌کند، علاقه آنها به یکدیگر و احساس راحتی آنها در حضور یکدیگر بیشتر می‌شود. اگرچه این بزرگ‌ترین اثر هومنز نبود، اما به او اجازه داد تا با این نوع روش‌شناسی بیشتر آشنا شود و او را به توضیح رفتار اجتماعی ابتدایی سوق داد.
در این اثر، هومنز همچنین پیشنهاد می‌کند که واقعیت اجتماعی باید در سه سطح توصیف شود: رویدادهای اجتماعی، رسوم، و فرضیه تحلیلی که فرآیندهایی را توصیف می‌کنند که طی آن آداب و رسوم بوجود می‌آیند و حفظ یا تغییر می‌کنند. فرضیه‌ها بر حسب روابط بین متغیرهایی مانند فراوانی تعامل، تشابه فعالیت‌ها، شدت احساسات و انطباق با هنجارها فرموله می‌شوند. این کتاب با استفاده از مطالعات میدانی قابل توجه جامعه‌شناختی و انسان‌شناسی به‌عنوان زمینه‌ای برای چنین ایده‌های کلی، مورد قانع‌کننده‌ای برای در نظر گرفتن گروه‌ها به‌عنوان نظام‌های اجتماعی است. که می‌توان آن را بر حسب آنالوگ شفاهی روش ریاضی مطالعه تعادل و ثبات سیستم‌ها تحلیل کرد. در تحلیل‌های نظری خود از این گروه‌ها، او شروع به استفاده از ایده‌هایی می‌کند که بعداً در کار او ظاهر شد، به عنوان مثال، تقویت و تبادل. او در این مسیر به پدیده مهم کلی مانند کنترل اجتماعی، اقتدار، تقابل و آیین می‌پردازد.

## به نقل از هومنز
- :"جامعه‌شناسی حرفه ای است برای مطالعه و تدریس در مورد چیزی که هنگامی اتفاق می‌افتد که حداقل دو نفر در موقعیتی هستند که می توانند بر یکدیگر تأثیر بگذارند."(هومنز، ۱۹۶۲:۱۰۳)
- :"با توجه به فرصت، من همیشه از هر چیزی که ممکن است اهمیت عملی داشته باشد یا منجر به اصلاحات شود، صرف نظر کرده‌ام. من قرن بیستم را برای سیزدهم، آسیب‌شناسی اجتماعی برای خویشاوندی اولیه، جامعه‌شناسی صنعتی را برای مطالعه گروه‌های کوچک ترک کرده‌ام. ممکن است این فقط گریز باشد… اعصاب من برای جهان مدرن بسیار ضعیف بوده‌است. چیزی که هرگز برایم جالب نبود اینکه جامعه‌شناسی را عامل تغییر یا وسیله ای برای درک محیط پبرامون بدانم چون جامعه‌شناسی یک علم تعمیم دهنده است. بهترین امکانات برای ایجاد تعمیم چیست؟ اساس مسایل فکری چیست؟ از چه راهی باید آن را نگه داریم؟"[۴]
- :"کار من چه فایده ای برای مردم دارد، متاسفم که می‌گویم این کار بیشتر هشداری است به مردم نسبت به اشتباهاتی که انجام می‌شود تا اینکه به آنها بگوید در این زمینه چه کاری می‌توانند انجام دهند."[۴]
- :"هنگامی که شما در مورد اصلاح یک نظام صنعتی صحبت می‌کنید، باید در مورد موضوعی صحبت کنید که می‌تواند به طور کلی مورد استفاده قرار گیرد. با توجه زیاد، افراد بسیار ماهر، گروه‌های کوچک، اصلاحات همیشه می‌توانند به نوعی موفق باشند ولی پس از آن، مردم به چیزی تبدیل می‌شوند که در همه جا کار می‌کند و کل نظام صنعتی را اصلاح می‌کند. آنها اصل هومن را فراموش می‌کنند که هیچ جامعه ای، هیچ نظام دولتی یا هیچ نظام صنعتی نمی‌تواند با موفقیت کار کند چون به توانایی‌های خاصی نیاز دارد و افرادی که آن را اداره می‌کنند، احمق‌های لعنتی معمولی مانند من هستند."[۴]
- :"از نظر انسانی، این ناامیدکننده است. همه ما گاهی به جبرگرایی باورمندیم یعنی به طور تجربی به آن اعتقاد داریم. در زمان‌های دیگر، ما معتقدیم کهرفتار ما کاملاً آزادانه است. برای من کمی تفاوت وجود دارد زیرا من نمی‌توانم آن را پیش بینی کنم. من نمی‌توانم نشان دهم چگونه رفتار مردان مختلف، با گذشت زمان ترکیب می‌شود و نتایج خاصی را ایجاد می‌کند. مشکل این است که رفتار گذشته تأثیر می‌گذارد - اگر بخواهید،  تعیین می‌کند - رفتار فعلی در زنجیره‌های پیچیده به هم متصل شده و توهم آزادی را ایجاد می‌کند."[۴]

## آثار منتخب

### مقالات
- «کشتی جنگی کوچک». بررسی جامعه‌شناسی آمریکا، جلد. ۱۱، ۳ (۱۹۴۶)، صص ۲۹۴–۳۰۰.

doi: 10.2307/2087113. JSTOR&nbsp;2087113  2087113.
- «رفتار اجتماعی به عنوان مبادله». مجله جامعه‌شناسی آمریکا، جلد. ۶۳، ۶ (مه ۱۹۵۸)، صص ۵۹۷-۶۰۶. doi: 10.1086/222355. JSTOR&nbsp;۲۷۷۲۹۹۰  ۲۷۷۲۹۹۰.

### کتاب
- دهقانان انگلیسی قرن سیزدهم (۱۹۴۱)
- گروه انسانی (۱۹۵۰)
- رفتار اجتماعی: اشکال ابتدایی آن (۱۹۶۱)،‌ ویرایش ۱۹۷۴
- ماهیت علوم اجتماعی (۱۹۶۷)

«سه فصل این کتاب، در نسخه‌های پیشین، به عنوان سخنرانی واکر-ایمز در دانشگاه واشینگتن در تابستان ۱۹۶۵ ارائه شد.»
- «آمدن به حواس من: زندگینامه یک جامعه‌شناس» (۱۹۸۴)
- «گواهی‌ها و تردیدها» (۱۹۸۷)
- «احساسات و فعالیت‌ها: مقالاتی در علوم اجتماعی» (۱۹۶۲)

## آثار یا تفسیرهای مرتبط
- فرارو، توماس جی (۲۰۰۱): نظام‌های کنش اجتماعی: بنیاد و مرکز در نظریه جامعه‌شناسی. گرینویچ، سی. تی: پریگر.
- ترنر، جاناتان اچ. (۱۹۹۸): "رویکرد رفتاری جورج هومنز". چ. ۲۰. ساختار نظریه جامعه‌شناسی. ویرایش ششم. بلمونت، کالیفرنیا: وادسورث
- ترویینو، آ. خاویر به (2009): [http://www.infed.org/thinkers/george_homans.htm جورج هومنز، گروه انسانی و رفتارهای اجتماعی ابتدایی، دائره‌المعارف آموزش غیر رسمی.
- ترویینو، آ. خاویر به (۲۰۰۶): جورج هومنز: تاریخ، نظریه و روش. بولدر، الگو.
- ریتزر، جورج (۲۰۰۸): نظریه جامعه‌شناسی چ. ۱۲. نظریه مبادله جورج هومنز، نیویورک: مک‌گراو هیل.
- فرگانیس، جیمز. (۲۰۰۸): خواندن در نظریه اجتماعی: سنت کلاسیک به پست مدرنیسم چ. ۲. امیل دورکیم: آنومی و ادغام اجتماعی. نیویورک: مک‌گراو هیل.
- بلا، رابرت ن. (۱۹۷۳) امیل دورکیم دربارهٔ اخلاق و جامعه. معرفی. انتشارات دانشگاه شیکاگو.
- بلوکسبرگ، لئونارد ام. و دیوید جی. فرنچ، ملوین بی. موگلوف، والتر اف. استرن. مجله خدمات عمومی یهودی، ۳۷۹–۳۹۵. کنفرانس ملی خدمات عمومی یهودیان.